# Дідім (Айдин)
Дідім (тур. Didim) — місто і район в провінції (ілі) Айдин в Туреччині.

## Історія і географія
Місто Дідім розміщене на південному заході Туреччини, на східному узбережжі Егейського моря, приблизно за 200 кілометрів на південь від Ізміру. Є адміністративним центром однойменного району.
Чисельність населення складає 41 250 осіб (на 2009 р.). Національний склад: греки — 62 %, турки — 30 %, інші — 8 %.
У давнину на місці сучасного поселення було античне місто Дідіма, з відомим храмом Аполона, де перебував оракул. Тепер будівлі, що залишилися від цього храму, роблять його одним з найзбереженіших міст давньогрецької архітектури. Місто Дідім розвивається як один з туристичних центрів Егейського узбережжя Туреччини. Особливо розвинена інфраструктура туризму в районі центрального міського пляжу в міському районі Алтинкум («Золотий пісок»).
Поблизу міста Дідім знаходиться довгохвильова радістанція «Бафа», з двома передавальними щоглами висотою 380 метрів.

## Етимологія
Після землетрусу 1955 року Йоран, який раніше в народі називали "Хісар", отримав назву "Єнігісар" після переїзду до будинків для постраждалих від стихійного лиха, збудованих державою. 
До 9 травня 1990 року Дідім та його околиці входили до складу району Сйоке, але за законом, опублікованим цього дня, Єнігісар став районом з містами Акбюк, Акенікей та селами Аккей, Балат, Батикей, Денізкей і Яликей, а також Акбюк, відібраними у району Мілас.
У 1999 році назву Єнігісарського району, яка зустрічається лише в одному місці у світі і походить від кореня "Дідімайон", було змінено на Дідім, щоб уникнути схожості назв.